# Extraño
Extraño (littéralement « étrange » ou « étranger » en espagnol) est un magicien hispanique gay de comic publié par DC Comics. Créé par Steve Englehart et Joe Staton, il est apparu pour la première fois dans Millenium #2 (janvier 1988).

## Biographie
Durant le Millenium, Extraño faisait partie d'un groupe choisi par les Gardiens de l'univers pour participer à une expérience sur l'évolution humaine. Ses pouvoirs magiques au départ modestes furent accru au cours de l'expérience, et ses compagnons reçurent également de nouveaux pouvoirs. Ensemble, ils formèrent l'équipe de super-héros des Nouveaux Gardiens, et prirent la décision de combattre le mal partout où il rôdait sur Terre.
D'apparence, Extraño rassemble tous les stéréotypes de l'homosexuel, portant au début des vêtements bouffants colorés, et montrant un caractère jovial et un comportement animé. Il se surnomme lui-même "Tantine" et donne généralement des conseils de parent attentionné à ses camarades. Bien qu'il soit le premier super-héros ouvertement gay, il ne fait jamais son coming-out car le Comics Code interdit les personnages homosexuels. C'est Véga, personnage de Marvel Comics qui le fit le premier dans un épisode d'Alpha Flight. 
En tant que magicien de l'équipe, il pouvait envoyer des décharges d'énergie de ses mains, léviter, et jouer de nombreux tours de magie et de prestidigitation, comme envoyer des balles de ping pong sur ses ennemis. Il avait le plus souvent un rôle de contrepoint comique, son comportement flamboyant paraissant drôle ou détestable suivant les lecteurs. Son sens de la justice et son amour de la vie le rendaient populaires auprès de son équipe. Au cours de ses aventures, il trouva un crâne de cristal magique et porta un costume de super-héros plus masculin, peut-être en réaction à des commentaires de lecteurs.
Dans Les Nouveaux Gardiens, Extraño aida son équipe à défaire plusieurs supervillains tout en les aidant pour leurs problèmes personnels. Lors d'une mission en particulier, il fut attaqué par un "vampire du SIDA" appelé l'Hémo-gobelin. À la suite de ce combat, il devint séropositif, sans que l'on sache si l'Hémo-gobelin lui avait transmis le sida ou s'il était déjà séropositif. Bien qu'il ne montre aucun signe de maladie, son infection faisait partie de manière originale de l'intrigue. L'île qui servait de base aux Gardiens fut attaquée et avalée par le villain Krona dans les pages de Green Lantern. Pendant un moment, Extraño était supposé être mort dans l'attaque, mais la réapparition d'autres Nouveaux Gardiens mis cette idée en doute.